# Parathormon
Parathormon, abgekürzt PTH (von englisch parathyroid hormone), auch Parathyrin oder Nebenschilddrüsenhormon, heißt das in den Hauptzellen der Nebenschilddrüsen (Glandulae parathyroideae) gebildete Peptidhormon aus 84 Aminosäuren. Parathormon ist das wichtigste Hormon für die Regelung einer ausreichenden Calcium-Konzentration im Blutplasma zur Wahrung der Calciumhomöostase in den Körpergeweben. Es veranlasst einerseits die Mobilisierung von in Knochen gebundenem Calcium und drosselt andererseits die Calciumausscheidung über die Nieren. Ein Absinken des Calcium-Blutspiegels führt zu vermehrter Sekretion von Parathormon. Für eine überhohe Bildung von PTH (Hyperparathyreoidismus) kommen verschiedene Ursachen infrage. Ebenso kann eine zu niedrige PTH-Bildung (Hypoparathyreoidismus) verschiedene Ursachen haben, beispielsweise auch Veränderungen im PTH-Gen.

## Entdeckung
Im ersten Viertel des 20. Jahrhunderts waren die Physiologen zu der Erkenntnis gekommen, dass viele Drüsen des menschlichen und tierischen Organismus Stoffe im Körper abgeben, die für die Funktion der Lebewesen wesentlich sind, die Hormone. Zu diesen endokrinen Drüsen gehören die neben der Schilddrüse gelegenen sogenannten Epithelkörperchen, die auch als Nebenschilddrüsen (Glandulae parathyroideae) bezeichnet werden. Das in deren Hauptzellen gebildete parathyreoidale Hormon (PTH) wird auch Parathormon genannt.

## Isolierung und Primärstruktur
Der kanadische Biochemiker James Bertram Collip, im Jahre 1924 an der University of Alberta in Edmonton tätig, sammelte Drüsen von männlichen kastrierten Rindern (d. h. Ochsen) aus einem Schlachthaus. Er extrahierte die Organe mit 5%iger wässriger Salzsäure. Der Extrakt wurde mit verdünnter Natronlauge behandelt, bis ein schwach alkalischer pH-Wert von 8 erreicht wurde. Daraus ergab sich, dass das Hormon der Nebenschilddrüse ein Protein sein musste. Es zeigte das charakteristische Phänomen des isoelektrischen Punktes. In Tierversuchen wurde der Extrakt an Hunden getestet, deren Nebenschilddrüsen entfernt worden waren, und die daher das Krankheitsbild einer Tetanie zeigten. Wurde der Extrakt an diese Versuchstiere verabreicht, so verschwand die Tetanie. Damit war bewiesen, dass die Nebenschilddrüse ein hochaktives Hormon mit Proteinstruktur ausschüttet. Es sollte den Namen Parathyrin bekommen, weil es von den  Glandulae parathyroideae sezerniert wird.
Der Name Parathyrin war bereits von dem englischen Physiologen Edward Albert Sharpey-Schafer für den zunächst hypothetischen Stoff vorgesehen. Im Jahr 1924 war jedoch dieser Name in USA urheberrechtlich geschützt für ein anderes Handelsprodukt. Daher nannte es Collip Parathyroid Hormone (PTH).
Um die Struktur des Proteins aufzuklären, mussten verbesserte Methoden  zur Isolierung und Reinigung zur Verfügung stehen. Nach der Erfindung der Gegenstromverteilungschromatographie durch Lyman C. Craig wurde diese Technik auf PTH-Extrakte angewandt.
Im selben Jahre (1959) publizierte Gerald D. Aurbach die Extraktion mit Phenol, der die Reinigung durch Gegenstromverteilung folgte.
Die Reihenfolge der Aminosäuren des Rinderproteins, d. h. die Sequenz (Primärstruktur), wurde von einer Arbeitsgruppe in Boston, Massachusetts bestimmt. Außerdem konnte das Teilstück mit den ersten 34 Aminosäuren am N-terminalen Ende des Moleküls synthetisiert werden. Es zeigte sich, dass dieses Fragment des aus insgesamt 84 Aminosäuren bestehenden Proteins für die biologischen Wirkungen des PTH verantwortlich ist.

## Genetik und Biosynthese
Das Parathormon wird vom Gen PTH auf dem 11. Chromosom des Menschen codiert. Dieses Gen enthält drei Exons, von denen das erste jedoch nicht translatiert wird. Exon 2 codiert für eine 25 Aminosäure große Sequenz, die Teil des Prä-Prohormons ist, und für das eigentliche Hormon (84 Aminosäuren). Exon 3 codiert für sechs Aminosäuren, die dem Prohormon erhalten bleiben, und enthält darüber hinaus 351 Nukleotide, die jedoch nicht exprimiert werden.
Das Parathormon wird als PräPro-Hormon (115 Aminosäuren) an membrangebundenen Ribosomen synthetisiert und cotranslational unter Abspaltung der aminoterminalen Signalsequenz (Prä-Sequenz) prozessiert, so dass Pro-Parathormon (90 Aminosäuren) entsteht.
Durch Prozessierung im Golgi-Apparat entsteht das fertige Parathormon (siehe Translation).

## Abbau
Das Parathormon hat im Körper eine biologische Halbwertzeit von nur wenigen Minuten und wird sowohl in den Epithelkörperchen selbst, als auch in der Leber und der Niere proteolytisch abgebaut. Da nur ein sehr kleiner Anteil des Parathormons für die biologische Aktivität verantwortlich ist, entstehen bei der Proteolyse teilweise Zwischenprodukte, die noch biologische Aktivität aufweisen und im Blut nachweisbar sind.

## Mechanismus und Steuerung der Sekretion
Die PTH-Sekretionsrate wird in Abhängigkeit von der Plasma-Calcium-Konzentration (ionisierte Fraktion, d. h. Ca2+) reziprok reguliert, das heißt ein Anstieg über den Normalwert hemmt die PTH-Sekretion (negative Rückkopplung).
Bei einer Konzentration von 1 mmol/l ionisiertem Plasma-Calcium wird die maximale PTH-Sekretionsrate erreicht und bei 1,25 mmol/l eine minimale Sekretionsrate von 10 %. Ein Anstieg über 1,25 mmol/l führt also zu keiner weiteren Senkung der PTH-Sekretionsrate (basale Sekretionsaktivität).
Für diesen Regulationsmechanismus ist der 1993 entdeckte calciumsensitive Rezeptor verantwortlich. Dabei handelt es sich um einen G-Protein-gekoppelten Rezeptor, der bei Aktivierung durch den Liganden (hohe Calcium-Konzentration) den Inositolphosphatweg in Gang setzt, der zur Erhöhung der cytoplasmatischen Inositoltriphosphat- und Diacylglycerin-Konzentration führt. Wahrscheinlich hemmt Inositoltriphosphat die Adenylylcyclase, so dass die cytoplasmatische cAMP-Konzentration abfällt und dadurch die Sekretion von Parathormon sinkt.

## Wirkungen

### Induktion der Osteolyse
PTH führt indirekt zur Reifung und Aktivierung der Osteoklasten und damit zu einer Calcium-Phosphat-Mobilisierung aus dem Knochengewebe.
Die Osteoklasten selbst besitzen keine PTH-Rezeptoren. Bei Bindung von Parathormon an den Rezeptoren von Osteoblasten wird u. a. der RANK-Ligand in die Plasmamembran der Osteoblasten eingebaut. RANKL interagiert mit RANK, einem Membranrezeptor, der von Osteoklasten exprimiert wird und bei Aktivierung die Osteoklastogenese fördert. Eine negative Calciumbilanz des Knochens tritt jedoch nur bei pathologisch erhöhten PTH-Konzentrationen auf.

### Hemmung der Phosphatresorption
PTH hemmt in der Niere die Phosphat-Resorption (Wiederaufnahme) durch die proximalen Tubuluszellen im proximalen Tubulus und erhöht die Calcium-Resorption (Wiederaufnahme) im distalen Tubulus.
Phosphat wird in erster Linie über einen Natrium-Phosphat-Kotransporter (NPT2) aus dem Primärharn zurück in die Nierenepithelzellen des proximalen Tubulus transportiert. Von dort gelangt Phosphat zurück ins Blut. Wenn über die Nahrung ausreichend Phosphat aufgenommen wird, hemmt Parathormon die Phosphatrückaufnahme in der Niere.
Die Hemmung findet dadurch statt, dass unter der Parathormonwirkung der NPT2-Kotransporter internalisiert und in Lysosomen abgebaut wird. Dadurch wird die Zahl aktiver Transportmoleküle in der luminalen Zellmembran reduziert.
Dieser Vorgang wird durch die Bindung von PTH an seinen Rezeptor PTHR1 und darauf folgender Erhöhung der zytosolischen Konzentration des second messengers cAMP mit anschließender Aktivierung der Proteinkinase A ausgelöst. Zwar führt die Bindung von PTH an PTHR1 über eine Erhöhung der IP3-Konzentration ebenso zu einer Aktivierung der Proteinkinase C, allerdings konnte gezeigt werden, dass dies für die akute Regulation der verfügbaren NPT2-Kotransporter von untergeordneter Bedeutung ist.
Der Phosphatspiegel im Blut sinkt also, da mehr Phosphat mit dem Urin ausgeschieden wird. Dies ist durchaus sinnvoll, da dadurch im Blut wieder mehr freies ionisiertes Calcium vorliegen kann (das bei zu hoher Phosphatkonzentration mit diesem in der Niere einen schwerlöslichen Komplex bildet, der ausfällt und zur sogenannten Kalkniere führt).

### Induktion der Biosynthese von Calcitriol
Im Weiteren steigert PTH die Aktivität der 1α-Hydroxylase, des Schlüsselenzyms der Calcitriol-Biosynthese (Vitamin D3), die vor allem in der Niere lokalisiert ist, und mit deren Hilfe (Vitamin D3) PTH auch die enterale Calcium-Resorption im terminalen Ileum erhöht.

## Klinik
Blutwert (Referenzbereich):
- Parathormon im Serum: 12–72 ng/l bzw. 1,5–6,0 pmol/l

Erhöhte Blutwerte (Hyperparathyreoidismus):
- Entartete Epithelkörperchen (Adenome oder selten Karzinome) unterliegen nicht mehr der kalziumabhängigen Sekretionssteuerung. Es kommt zur unkontrollierten Erhöhung des Parathormonspiegels (primärer Hyperparathyreoidismus) und dadurch zur Hyperkalzämie.
- Auf eine Hypokalzämie infolge von Nieren-, Leber- oder Darmerkrankungen reagiert der Körper mit einer verstärkten Sekretion von Parathormon (sekundärer Hyperparathyreoidismus) durch Hyperplasie der Epithelkörperchen.
- Wird die Ursache für einen sekundären Hyperparathyreoidismus plötzlich therapiert (z. B. Nierentransplantation) bleibt die Basalsekretion vom Parathormon aufgrund der reaktiven Epithelkörperchenhyperplasie erhöht (tertiärer Hyperparathyreoidismus). Folge ist eine Hyperkalzämie.
- Im Rahmen von malignen Erkrankungen (Bronchialkarzinom, Mammakarzinom, Prostatakarzinom, Plasmozytom) kann es zur paraneoplastischen Hyperkalzämie kommen. Die entarteten Zellen bilden ein dem Parathormon verwandtes Peptid (PTHrP), welches wie Parathormon wirkt (Pseudohyperparathyreoidismus).

Erniedrigte Blutwerte (Hypoparathyreoidismus):
- Nach Schilddrüsenoperationen, Epithelkörperchenadenomentfernung oder autoimmun kann durch den Mangel an funktionstüchtigem Nebenschilddrüsengewebe ein Parathormonmangel entstehen. Es kommt zum Absinken des Kalziumspiegels und in der Folge, falls das fehlende Hormon bzw. Calcium nicht ersetzt wird, zu Muskelkrämpfen (hypokalzämische Tetanie) bis hin zu schwerwiegenden Krampfanfällen und Tod. Die Konstellation Hypokalzämie, Hypomagnesiämie und Hyperphosphatämie bei normaler Nierenfunktion (Kreatininspiegel) sowie Ausschluss einer Malassimilation (Albuminspiegel) deutet auf eine Funktionsstörung der Epithelkörperchen hin. Ein erniedrigter Blutspiegel von Parathormon beweist die Diagnose Hypoparathyreoidismus.